# O Leão da Estrela
O Leão da Estrela é um filme de ficção português de 1947, realizado por Arthur Duarte.
A peça da autoria da Parceria de Ernesto Rodrigues, Félix Bermudes e João Bastos foi estreada em 1925 no Teatro Politeama, em Lisboa, pela Companhia CHABY PINHEIRO. Alguns dos principais papéis eram desempenhados por António Silva (Anastácio Silva), Jesuína de Chaby (Carlota Silva), Emília de Oliveira (Tereza Barata), Erico Braga (Simão Barata), Luiz Pinho (Filipinho), Ribeiro Lopes (Eduardo Barata), Helena de Castro (Branca), Maria Clementina (Ju-ju), entre outros.
Em 1947 foi transposta ao cinema por Arthur Duarte.

## Sinopse
Aproximando-se a grande final entre o Porto e Sporting, Anastácio da Silva (António Silva), um adepto fanático do Sporting, consegue um bilhete para ver o jogo no Porto e pede a um estafeta do escritório para lhe comprar um bilhete de comboio (Lisboa-Porto). Com a euforia do jogo, a CP informa que esgotou a bilheteira e não vende mais bilhetes, o que deixa Anastácio sem possibilidade de se deslocar até ao Porto para ver o seu jogo. É no meio de uma discussão com o namorado da sua criada Rosa (Laura Alves) que descobre que Miguel (Artur Agostinho) é um sportinguista ferrenho. Para resolver a discussão, Miguel que vai ao Porto no carro do patrão para tratar de outros assuntos acaba por oferecer boleia a toda a família e a possibilidade de Anastácio ir ao jogo. Encantado com a viagem, Anastácio explica à família que ficarão todos instalados uns dias em casa dos Barata, uns amigos que a Carlota (Maria Olquim), Branca (Maria Eugénia) e Juju (Milu) conheceram nas Caldas há muito tempo, e que pensam que Anastácio é um homem rico de Lisboa. Após uns dias em casa dos Barata, de quem ficam grandes amigos, Branca (Maria Eugénia) que, entretanto, se apaixonara por Eduardo Barata (Curado Ribeiro), a quem conta toda a verdade, recebe um pedido de casamento por carta em Lisboa. A carta confirma que o casamento fica marcado para Lisboa e que caberá à família de Anastácio receber os Barata na sua suposta casa luxuosa da Estrela. 

## Ficha técnica
- Produção: Fernando Fragoso / Tobis Portuguesa
- Ano: 1947
- País:  Portugal
- Idioma: português
- Realizador: Arthur Duarte
- Guião: Ernesto Rodrigues, Félix Bermudes, João Bastos
- Fotografia: Aquilino Mendes e João Silva
- Edição: António Martins
- Música original: Jaime Mendes
- Género: Comédia
- Duração: 121'
- Estreia: 25 de novembro de 1947 (Lisboa)

## Elenco
- António Silva......Anastácio
- Milú....................Jujú
- Curado Ribeiro......Eduardo Barata
- Erico Braga .........Simão Barata
- Laura Alves.........Rosa, a criada
- Maria Eugénia.......Branca
- Maria Olguim.........Carlota
- Artur Agostinho......Miguel, o motorista
- Óscar Acúrcio.......Filipinho
- Cremilda de Oliveira.......Madame Barata
- Tony D'Algy.......Sr. Comandante
- Holbeche Bastos
- Alda de Aguiar
- Pedro Moutinho
- Sales Ribeiro